# Asahi Kasei
Asahi Kasei Corporation (旭化成株式会社 Asahi Kasei Kabushiki-gaisha?) é uma companhia química japonesa, sediada em Chiyoda, Tóquio.

## História
A Asahi foi estabelecida em 1931 com a produção de químicos.